# Ryujiro Ueda
Ryujiro Ueda (植田 龍仁朗 Ueda Ryujiro?), född 29 januari 1988 i Osaka prefektur, är en japansk fotbollsspelare.
Ueda började sin karriär 2006 i Gamba Osaka. 2009 flyttade han till Fagiano Okayama. Han spelade 150 ligamatcher för klubben. Efter Fagiano Okayama spelade han för Roasso Kumamoto. Han avslutade karriären 2019.